# روشن أتاك
روشن أتاك (بالإنجليزية: Rush'n Attack)‏ ، هي لعبة فيديو إلكترونية من نوع أقتل واجري، أنتجت شركة كونامي اليابانية سنة 1985م باسم غريت بيريت (Green Beret)، وفي سنة 1987م صدرت اللعبة باسم آخر يعرف روشن أتاك.

## وصلات خارجية
- Rush'n Attack على موقع القائمة القاتلة لألعاب الفيديو
- Green Beret guide في موقع ستراتيجي ويكي
- روشن أتاك على موبي غيمز
- Green Beret في موقع World of Spectrum
- Green Beret at Konami Net DX (Japanese)
- Green Beret at Konami Mobile (Chinese)